# TSUBASAアライアンス
TSUBASAアライアンス（つばさアライアンス）は、2015年に発足した地方銀行広域連携の枠組み。

## 概要
源流は2006年に日本アイ・ビー・エムが企画した「次世代金融サービスシステム研究会」で、営業店やCRMなどの周辺システムから共同化を進めるなど、勘定系システムのベンダーに縛られない緩やかな連携を特徴とした。
2012年10月に参加行（当時5行）と日本IBMにより基幹系システム共同化の基本合意を締結。基幹系システムの範囲は、勘定系・対外系システムに加え、コンビニATMなどのチャネル連携システムやサブシステムへのデータ連携システムも含む。開発は千葉銀行・第四銀行（現:第四北越銀行）・中国銀行、開発支援および稼働後の運用は日本IBM。
2016年に千葉銀行が基幹系共同システムに移行したのを皮切りに、翌年に第四銀行（現:第四北越銀行）・中国銀行が移行。
2020年には、TSUBASAアライアンス参加行による共同出資会社が発足する。

## 歴史
「TSUBASAアライアンス」および前身の「TSUBASA（翼）プロジェクト」の歴史は以下の通り。
- 2006年 「次世代金融サービスシステム研究会」発足（千葉銀行、第四銀行（現:第四北越銀行）、北國銀行。後に中国銀行、伊予銀行、東邦銀行が参加。「TSUBASA（翼）プロジェクト」の源流）[4]。
- 2008年 基幹系システム共同化の「TSUBASA（翼）プロジェクト」開始[5]。
- 2012年10月 基幹系システム共同化の基本合意締結を発表（千葉銀行、第四銀行（現:第四北越銀行）、中国銀行、日本IBM）[6]。
- 2015年10月 「TSUBASA金融システム高度化アライアンス」発足（千葉銀行、第四銀行（現:第四北越銀行）、中国銀行）。
- 2016年
  - 1月 千葉銀行が基幹系共同システムへ移行[7]。
  - 3月 伊予銀行、東邦銀行、北洋銀行が参加。
  - 7月 「T&Iイノベーションセンター」設立（6行および日本IBMの共同出資会社）。
- 2017年
  - 1月 第四銀行（現:第四北越銀行）が基幹系共同システムへ移行。
  - 5月 中国銀行が基幹系共同システムへ移行。
- 2018年4月 北越銀行が参加（7行目）、「TSUBASAアライアンス」に名称変更。
- 2019年
  - 3月 武蔵野銀行が参加（8行目）。
  - 5月 滋賀銀行が参加（9行目）。
- 2020年
  - 4月 琉球銀行が参加（10行目）[8]。
  - 10月 TSUBASAアライアンス株式会社が業務開始[3]。
  - 12月 群馬銀行が参加（11行目）[9]。
- 2021年1月 第四北越銀行が営業開始（第四銀行と北越銀行の合併行、勘定系は第四銀行のTSUBASA共同化に一本化）[10]。
- 2023年1月 北洋銀行が基幹系共同システムへ移行[11]。
- 2024年1月 東邦銀行が基幹系共同システムへ移行[12]。